# Contea di Zhangpu
La contea di Zhangpu (漳浦县S, ZhāngpǔP) è una contea della Cina, situata nella provincia del Fujian.